# Detective Chinatown 1900
Detective Chinatown 1900 (Chinees: 唐探1900; pinyin: Tángtàn 1900) is een Chinese komische dramafilm uit 2025, geregisseerd door Chen Sicheng en Dai Mo. De film is een vervolg op Detective Chinatown 3 uit 2021 en het vierde deel in de Detective Chinatown-filmreeks.

## Verhaal
De franchise gaat terug in de tijd en het verhaal speelt zich af in San Francisco in 1900. Het volgt het onderzoek van Qin Fu en Ah Gui naar de moord op een blanke vrouw in Chinatown.

## Rolverdeling
| Acteur         | Personage      |
| -------------- | -------------- |
| Wang Baoqiang  | Ah Gui         |
| Liu Haoran     | Qin Fu         |
| Chow Yun-fat   | Bai Xuanling   |
| Bai Ke         | Zheng Shiliang |
| Zhang Xincheng | Bai Zhenbang   |
| Yue Yunpeng    | Fei Yanggu     |
| Yin Zheng      | Feng Ma        |
| John Cusack    | Grant          |

## Productie
De productie begon in juli 2024 in de Laoling Film Studio in Leling en eindigde in oktober van hetzelfde jaar. De filmmuziek werd gecomponeerd door Nathan Wang.

## Release
De film ging in première op 29 januari 2025 in China tijdens het Chinees Nieuwjaar.